# Roberto Felice Bigliardo
Roberto Felice Bigliardo (ur. 29 stycznia 1952 w Pomigliano d’Arco, zm. 19 czerwca 2006 w Ponzy) – włoski nauczyciel, samorządowiec i polityk, poseł do Parlamentu Europejskiego w latach 1999–2004.
Zawodowo związany z Acerrą. Od 1973 był radnym tej miejscowości. Działał we Włoskim Ruchu Socjalnym. Po jego rozwiązaniu w latach 90. był jednym z liderów Trójkolorowego Płomienia. W wyborach w 1999 jako jedyny przedstawiciel tej partii uzyskał mandat eurodeputowanego V kadencji. Początkowo był posłem niezrzeszonym, później należał do Unii na rzecz Europy Narodów. Pracował w Komisji Gospodarczej i Walutowej. W trakcie kadencji związał się z Sojuszem Narodowym, w 2004 kandydował z ramienia tej partii na urząd burmistrza Acerry.